# Mio Technology

Mio Technology este o companie din Taiwan care produce dispozitive mobile de navigație, printre care dispozitive de navigație auto și telefoane mobile cu funcții PDA și GPS.
Compania a fost fondată în mai 2002 și desfășoară operațiuni pe piețele din Taiwan, China, America de Nord, Australia, Japonia și Coreea de Sud.
Mio Technology are peste 1.500 de angajați în întreaga lume și își comercializează produsele în peste 47 de țări.
În prezent (decembrie 2008), Mio Technology este lider în vânzările de dispozitive GPS în Europa Centrală și de Est și numărul trei la nivel mondial.

## Mio Technology în România
Compania este prezentă și în România, unde a avut vânzări de 36.000 unități GPS în anul 2007,
și 50.000 în anul 2008.
Principalii competitori ai Mio pe piața din România sunt HTC, Eten și Garmin.
În anul 2010, compania a vândut peste 20.000 de echipamente de navigație, înregistrând o cotă de piață de aproximativ 33%.